# ラスクルーセス

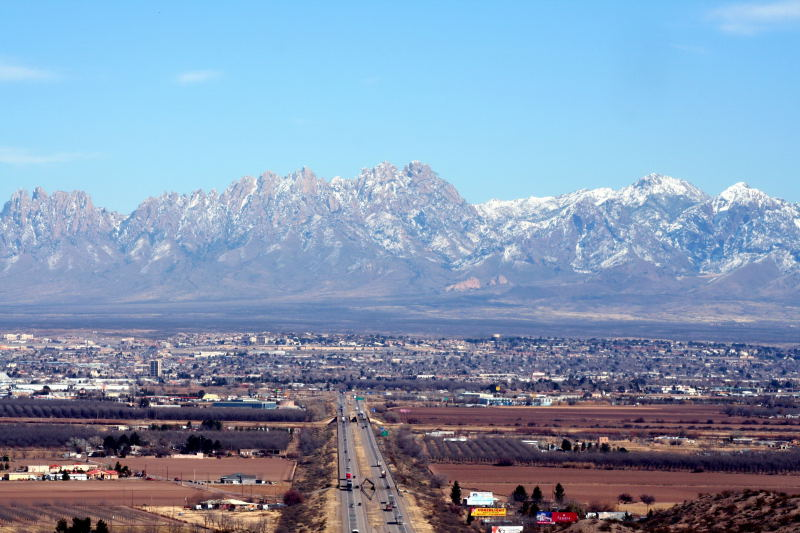
ラスクルーセス市全景

ラスクルーセス（西: Las Cruces）は、アメリカ合衆国ニューメキシコ州南部に位置する都市。同州ドニャアナ郡の郡庁所在地である。人口は11万1385人（2020年国勢調査）でアルバカーキに次ぐ州第2の都市である。

## 概要
ラスクルーセスはニューメキシコ州唯一のランドグラント大学であるニューメキシコ州立大学が本部キャンパスを置く学園都市である。同大学はラスクルーセスのほか州内の4ヶ所に分校を置いており、総学生数は23,000人に達する。また、ラスクルーセス市はシティ・マネージャーを持ちながらも市長制を採っている。
ラスクルーセスは砂漠地帯にあるが、市の西を流れるリオグランデ川の水を利用した、ニューメキシコ州南部における灌漑農業の中心地である。市の東にはオルガン山地の山が連なっている。
ラスクルーセスは年中行事の1つであるホール・エンチラダ・フィエスタでも知られている。これは地元のレストランのシェフが直径10mに達する巨大なフラット・エンチラダ（トルティーヤを巻かずに円形のままにしておく作り方のエンチラダ）を作って振舞うものである。2004年のフィエスタのときに作られたエンチラダは、世界で最も大きいフラット・エンチラダとしてギネスブックに登録された。通常、ホール・エンチラダ・フィエスタの数日後には南ニューメキシコ・ステート・フェアが執り行われる。

## 歴史
スペイン語で「十字架」を意味する市名の由来については諸説あるが、最も有力なのは、1830年にメキシコ軍将軍、僧侶、4-5人の少年僧を含む9人組の旅行者がアパッチ族に襲われた事件に由来しているという説である。このとき、ただ1人生き残った少年僧はこの地に十字架を立てた墓を作り、仲間を埋葬した。この故事によって、次第にこの地はEl Pueblo del Jardín de Las Cruces（十字架の園の村）として知られていくようになり、のちに単にラスクルーセスと呼ばれるようになったというものである。
ラスクルーセスの西に隣接するメシーラの村はドニャアナからの入植者によって1848年に創設された。アメリカ＝メキシコ国境のすぐ北にあったドニャアナの村はグアダルーペ・イダルゴ条約が結ばれてからもメキシコ領への残留を希望していた。1853年、この一帯はアメリカ合衆国領に編入された。ラスクルーセスが正式な町となったのはそれから50年以上後の1907年のことであった。
1916年にホットスプリングス（現トゥルース・オア・コンシクエンシーズ）の近くに重力式のダムが完成すると、貯めた水や水力発電で生成される電力を利用して、下流にあるラスクルーセスでは灌漑農業や都市開発が進んだ。第二次世界大戦後には近隣のミサイル基地やアメリカ航空宇宙局の施設の存在が地元経済を潤すようになった。現在においてもラスクルーセスは高い成長を続けている。1990年から2000年までの10年間において、ラスクルーセスの人口は63,124人から74,267人へと17.7%増加した。

## 地理

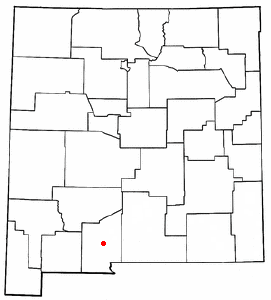
ニューメキシコ州内の位置

ラスクルーセスは北緯32度19分11秒 西経106度45分55秒 / 北緯32.31972度 西経106.76528度に位置している。市はエルパソから北北西へ約70km、アルバカーキから南へ約360kmに位置している。市の標高は1,191mで、全米で見ればかなりの高所であるが、アルバカーキより約500m、州都サンタフェより約940m低く、ニューメキシコ州の主要都市の中では標高の低い部類に入る。アメリカ合衆国統計局によると、ラスクルーセス市は総面積135.2km²（52.2mi²）である。このうち134.9km²（52.1 mi²)が陸地で0.3km²（0.1mi²）が水域である。総面積の0.25%が水域となっている。
ラスクルーセスの気候は冬にわずかな降雪があるものの1年を通じて乾燥しており、温暖な冬と暑い夏に特徴付けられる。冬でも氷点下に下がることは少なく、夏の日中は摂氏35度を越える。年間降水量は200mm程度である。ケッペンの気候区分では砂漠気候（BW）に属し、ステップ気候に属するサンタフェなど、ラスクルーセスよりも標高が高く、平均気温が低い州の北部よりもさらに乾燥の度合いが高い。

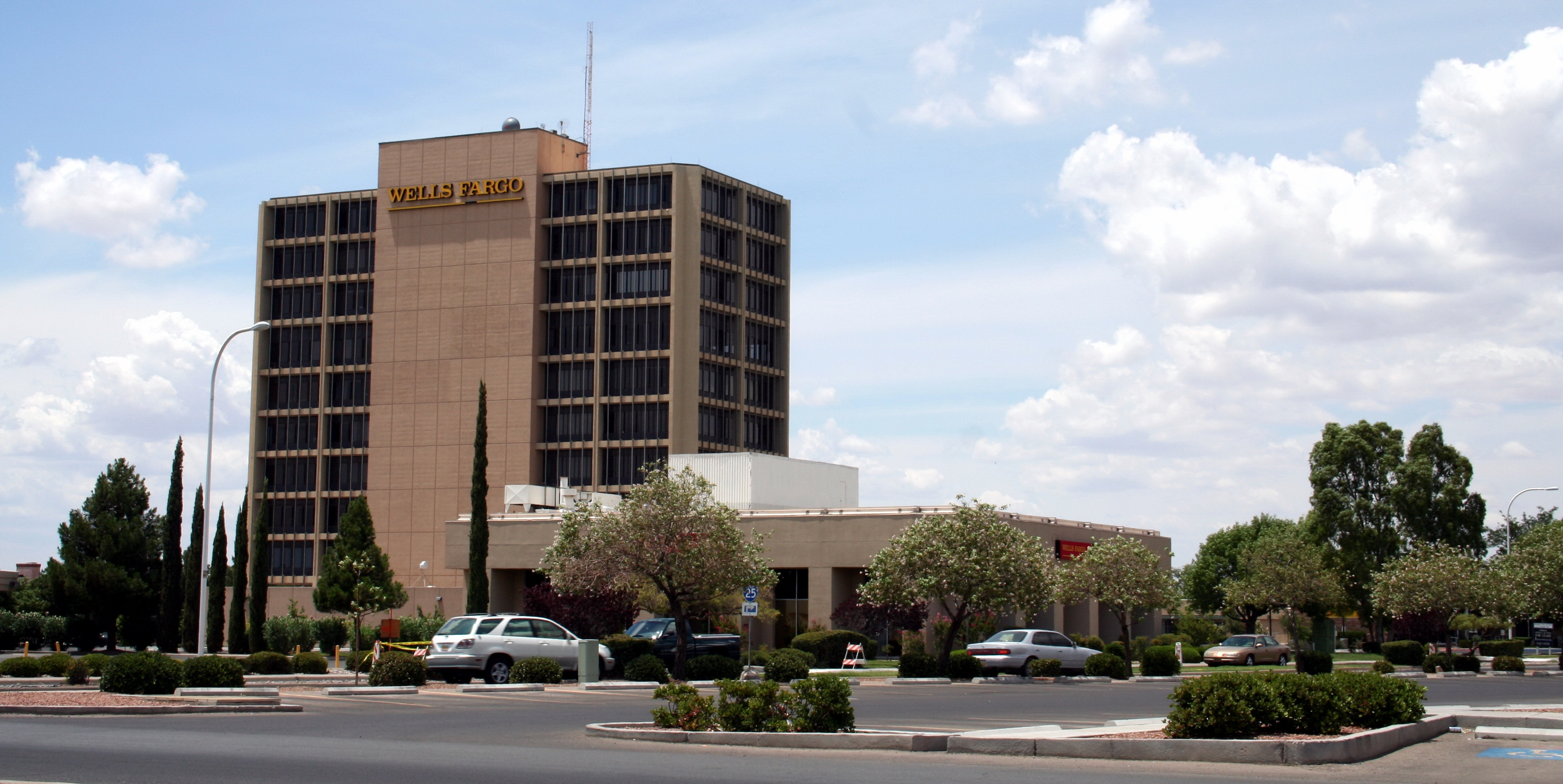
10階建てのウェルズ・ファーゴ・タワー。高層ビルの少ないラスクルーセスでは、このくらいの高さのビルでも「タワー」と呼ばれ得る。

ラスクルーセスの中心部には明確なビジネス街が存在しない。これは1970年代の再開発により、もとのダウンタウンの大部分を取り壊したためである。メイン・ストリート周辺の歴史的なダウンタウンは歩行者専用の野外ショッピング・エリア、ダウンタウン・モール造成のため、1973年に6ブロックにわたって車両通行止めとなった。ダウンタウン・モールでは毎週水曜日と土曜日に地元の農家、芸術家、工芸家による朝市が開かれる。また、ダウンタウン・モールには商業施設、教会、ギャラリー、劇場が集中している。
メイン・ストリートに車道を復活させる計画も持ち上がったが、コストや美観を重視する地元住民の非難に遭い、一旦は白紙撤回となった。しかし、ダウンタウン・モールの南北の門はそのときに取り壊された。さらに2005年8月には、メイン・ストリートに対面通行の車道を復活させることを盛り込んだマスタープランが採択された。

## 教育

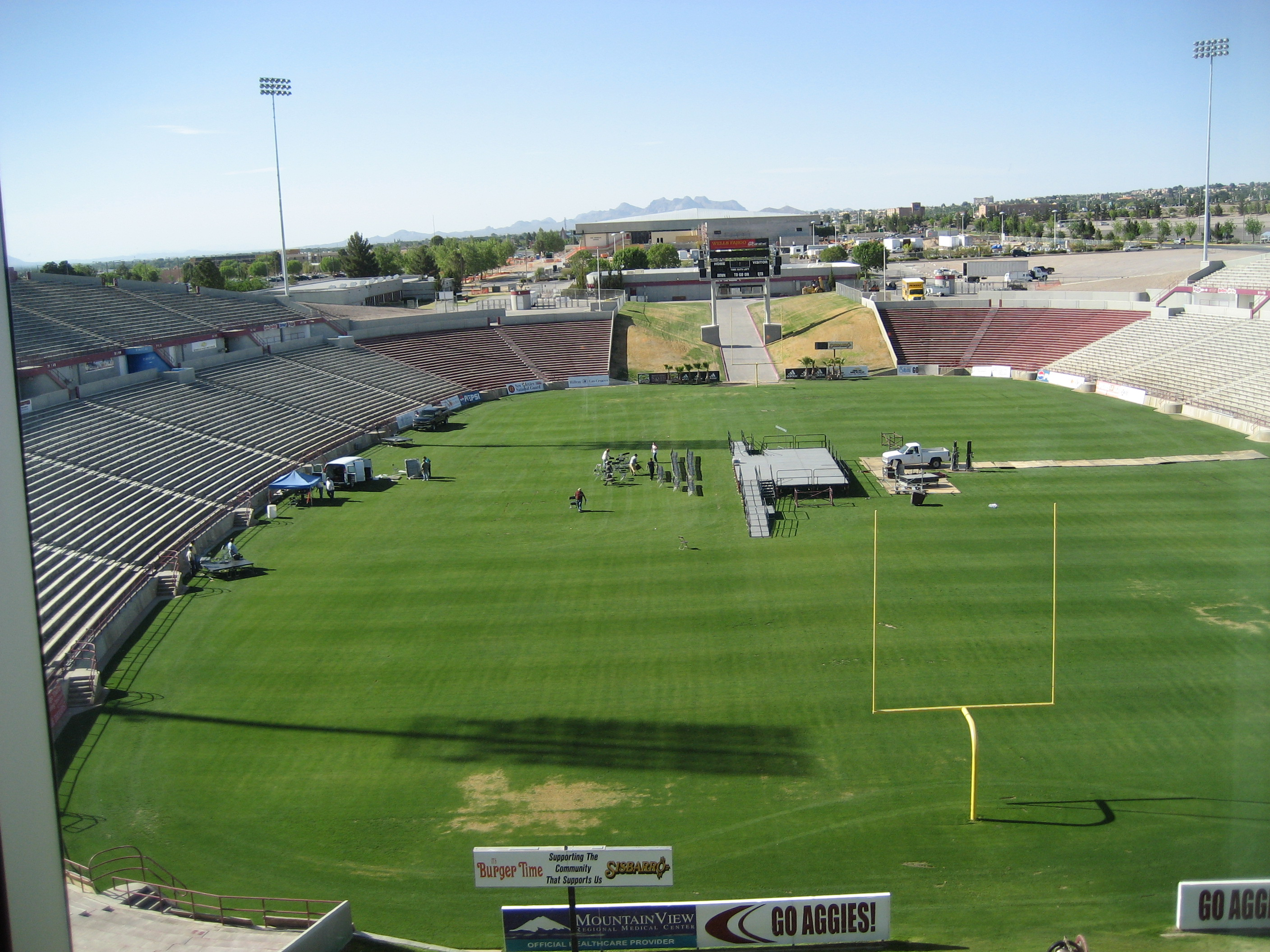
ニューメキシコ州立大学のスタジアム

ニューメキシコ州立大学は市の南に本部キャンパスを構えている。同校はニューメキシコ州唯一のランドグラント大学であり、アルバカーキにキャンパスを置くニューメキシコ大学と並んでニューメキシコ州を代表する州立大学である。同校は特に工学と農学の分野に力を入れている。
ラスクルーセスの公教育はラスクルーセス公立学区の下にある公立学校によって支ええられている。このほか、ラスクルーセスには私立学校2校、私立幼稚園1園がある。

## 交通
ラスクルーセスの玄関口となる空港は西テキサスの中心都市エルパソにあるエルパソ国際空港である。ラスクルーセス国際空港は2005年7月25日を最後に定期旅客便がなくなり、ゼネラル・アビエーションと呼ばれる、自家用機やチャーター機の離着陸のための空港になっている。
ラスクルーセス市の南、ニューメキシコ州立大学の近くでは2本の州間高速道路、I-10とI-25が合流する。I-25はこの合流点を起点としてアルバカーキへ通じ、ロッキー山脈の東麓を南北に縦断する幹線である。I-10はサンベルト地帯を横切り、大陸を東西に横断する幹線である。これらの高速道路上にはグレイハウンドのバスが走っており、ラスクルーセスからエルパソ、アルバカーキ、フェニックス、ダラスなどへのバスの便がある。
ラスクルーセスの公共交通はロードランナー・トランジットと呼ばれる路線バスでまかなわれている。ロードランナー・トランジットはラスクルーセス市内および周辺に9系統の路線を有している。

## 人口動態
以下は2000年国勢調査による人口統計データである。
| 基礎データ - 人口: 74,267人 - 世帯数: 29,184世帯 - 家族数: 18,123家族 - 人口密度: 550.5人/km²（1,425.7人/mi²） - 住居数: 31,682軒 - 住居密度: 234.8軒/km²（608.2軒/mi²） 人種別人口構成 - 白人: 69.01% - アフリカン・アメリカン: 2.34% - ネイティブ・アメリカン: 1.74% - アジア人: 1.16% - 太平洋諸島系: 0.07% - その他の人種: 21.59% - 混血: 4.10% - ヒスパニック・ラテン系: 51.73% 年齢別人口構成 - 18歳未満: 25.1% - 18-24歳: 16.0% - 25-44歳: 26.9% - 45-64歳: 19.0% - 65歳以上: 13.1% - 年齢の中央値: 31歳 - 性比（女性100人あたり男性の人口） - 総人口: 94.3 - 18歳以上: 91.0 | 世帯と家族（対世帯数） - 18歳未満の子供がいる: 30.4% - 結婚・同居している夫婦: 42.3% - 未婚・離婚・死別女性が世帯主: 15.1% - 非家族世帯: 37.9% - 単身世帯: 27.9% - 65歳以上の老人1人暮らし: 8.9% - 平均構成人数 - 世帯: 2.46人 - 家族: 3.05人 収入と家計 - 収入の中央値 - 世帯: 30,375米ドル - 家族: 37,670米ドル - 性別 - 男性: 30,923米ドル - 女性: 21,759米ドル - 人口1人あたり収入: 15,704米ドル - 貧困線以下 - 対人口: 23.3% - 対世帯数: 17.2% - 18歳未満: 30.7% - 65歳以上: 9.7% |

## 出身人物
- アンワル・アウラキ (イスラム教指導者)
- エドガル・カスティージョ (サッカー選手)
- オースティン・トラウト (ボクシング選手)
- アンドレ・ロバーソン (バスケットボール選手)

## 姉妹都市
ラスクルーセスは以下の4都市と姉妹都市提携を結んでいる。
- シウダー・フアレス（メキシコ）
- レルド（メキシコ）
- ニーンブルク（ドイツ）
- エルパソ (アメリカ合衆国)